# Niklas Hagman
Niklas Hagman (* 5. Dezember 1979 in Espoo) ist ein ehemaliger finnischer Eishockeyspieler, der im Verlauf seiner aktiven Karriere zwischen 1995 und 2017 unter anderem 800 Spiele für die Florida Panthers, Dallas Stars, Toronto Maple Leafs, Calgary Flames und Anaheim Ducks in der National Hockey League auf der Position des linken Flügelstürmers bestritten hat. Insbesondere im Trikot der finnischen Nationalmannschaft feierte Hagman zahlreiche Medaillengewinne, darunter jeweils eine Silber- und Bronzemedaille bei Olympischen Winterspielen. Sein Vater Matti war ebenfalls professioneller Eishockeyspieler.

## Karriere
Niklas Hagman stammt aus dem Nachwuchs des Helsingfors IFK, für den er ab 1995 in der Nuorten SM-liiga spielte. In der Saison 1997/98 gab er sein Debüt in der SM-liiga und erzielte dabei sein erstes Tor als Profi. In der folgenden Spielzeit ging er sowohl für den HIFK, als auch für die Espoo Blues aufs Eis. Danach wechselte er zu Oulun Kärpät in die Mestis und konnte mit Oulu den Aufstieg in die SM-liiga erreichen.
Hagman wurde im gleichen Jahr beim NHL Entry Draft 1999 von den Florida Panthers in der dritten runde als 70. gedraftet, bei denen er insgesamt 233 Spiele absolvierte. Dabei erzielte er 28 Tore und bereitete weitere 46 vor. In der Streiksaison 2004/05 spielte Hagman für den HC Davos, wo er großen Anteil am Gewinn der Schweizermeisterschaft hatte. Anschließend wechselte er zu den Dallas Stars, bei denen er bis 2008 unter Vertrag stand. Im Sommer 2008 schloss er sich den Toronto Maple Leafs an, wo er bis Ende Januar 2010 unter Vertrag stand, ehe er in einem Transfergeschäft zu den Calgary Flames geschickt wurde.
Im November 2011 setzten ihn die Calgary Flames auf die Waiverliste, von der die Anaheim Ducks den finnischen Stürmer auswählten. Im Juli 2012 wechselte er nach zehn Jahren in der National Hockey League in die Kontinentale Hockey-Liga und unterschrieb einen Vertrag bei Lokomotive Jaroslawl.
In der Saison 2013/14 stand er zunächst bei Ässät Pori in der SM-liiga unter Vertrag, ehe er vor den Play-offs zu Fribourg-Gottéron in die National League A wechselte. Anschließend kehrte er nach Finnland zurück, wo er bis 2016 bei Jokerit in der KHL spielte.

### International
Niklas Hagman vertrat sein Heimatland als Mitglied der finnischen Nationalmannschaft bei mehreren Weltmeisterschaften, Olympischen Spielen und beim World Cup of Hockey 2004.

## Erfolge und Auszeichnungen
| - 1999 Bester finnischer U20-Spieler der SM-liiga - 2000 Meister der I-divisioona und Aufstieg in die SM-liiga mit Oulun Kärpät - 2002 NHL-Rookie des Monats März | - 2003 Teilnahme am NHL YoungStars Game - 2004 Spengler-Cup-Gewinn mit dem HC Davos - 2005 Schweizer Meister mit dem HC Davos |

### International
| - 1998 Goldmedaille bei der Junioren-Weltmeisterschaft - 2002 Bester Stürmer der Weltmeisterschaft - 2002 All-Star-Team der Weltmeisterschaft | - 2004 Zweiter Platz beim World Cup of Hockey - 2006 Silbermedaille bei den Olympischen Winterspielen - 2010 Bronzemedaille bei den Olympischen Winterspielen |

## Karrierestatistik

### International
Vertrat Finnland bei:
| - U20-Junioren-Weltmeisterschaft 1998 - U20-Junioren-Weltmeisterschaft 1999 - Olympischen Winterspielen 2002 - Weltmeisterschaft 2002 - Weltmeisterschaft 2003 - Weltmeisterschaft 2004 | - World Cup of Hockey 2004 - Weltmeisterschaft 2005 - Olympischen Winterspielen 2006 - Weltmeisterschaft 2009 - Olympischen Winterspielen 2010 - Weltmeisterschaft 2013 |

(Legende zur Spielerstatistik: Sp oder GP = absolvierte Spiele; T oder G = erzielte Tore; V oder A = erzielte Assists; Pkt oder Pts = erzielte Scorerpunkte; SM oder PIM = erhaltene Strafminuten; +/− = Plus/Minus-Bilanz; PP = erzielte Überzahltore; SH = erzielte Unterzahltore; GW = erzielte Siegtore; 1 Play-downs/Relegation; Kursiv: Statistik nicht vollständig)